# Centre historique de São Paulo
Le centre historique de São Paulo (portugais : Centro Histórico de São Paulo, ou simplement Centro) est une région de la zone centrale de São Paulo au Brésil. 

## Caractéristiques
Il correspond à la zone où la ville est fondée le 25 janvier 1554 par les prêtres jésuites José de Anchieta et Manuel da Nóbrega. Il est composé des quartiers Sé et República. Ils abritent la plupart des bâtiments qui illustrent l'histoire de la ville, comme le Pátio do Colégio, lieu de sa fondation.
Plusieurs centres culturels, bars, restaurants, musées, la plupart des attractions touristiques de la ville et les bureaux du gouvernement municipal et de l'État sont situés dans cette zone.
Le centre possède encore des lieux à découvrir lors de visites guidées gratuites organisées par le Secrétariat d'État aux sports et au tourisme : la Banque de São Paulo, un bâtiment utilisé par l'Office du tourisme de l'État de São Paulo ; le siège de la B3, où, via un grand écran, il est possible d'observer le mouvement des transactions ; le monastère de São Bento, où, le dimanche, des messes sont célébrées à 10 heures du matin ; l'edificio Martinelli, le premier gratte-ciel d'Amérique du Sud ; le Centro Cultural Banco do Brasil (qui dispose de salles d'exposition, d'un cinéma, d'un théâtre, d'un restaurant, d'une salle de spectacle, de librairies, etc.) le Theatro Municipal de São Paulo, qui propose des concerts gratuits le mercredi, la cathédrale métropolitaine de São Paulo et bien d'autres.